# Smythe Shoulder
Smythe Shoulder är en bergstopp i Antarktis. Den ligger i Västantarktis. Inget land gör anspråk på området. Toppen på Smythe Shoulder är 450 meter över havet.
Terrängen runt Smythe Shoulder är kuperad åt nordost, men åt sydväst är den platt. Trakten är obefolkad. Det finns inga samhällen i närheten.